# Ruy de Manzano
Ruy de Manzano fue una localidad de la provincia de Segovia, perteneciente a la Comunidad de Villa y Tierra de Cuéllar, actual comunidad autónoma de Castilla y León, España.
Se hallaba emplazado a unos cinco kilómetros al suroeste de Vallelado, al lado de la Laguna del Álamo, muy cerca de la Casa de la Obra Pía y del punto de unión de los términos de Vallelado, Chañe y Arroyo de Cuéllar.
No figura como poblado en el censo de 1528, ni tampoco en el de 1591. Sin embargo, existen documentos que permiten afirmar que se hallaba poblado entre 1542 y 1548. Durante el siglo XVIII el nombre del lugar, definitivamente despoblado, derivó en Romajano o Romazano.